# Supertrevoux
Grusza 'Supertrevoux'  – odmiana uprawna (kultywar) gruszy należąca do grupy grusz zachodnich odmiana letnia, pochodzenia belgijskiego, jest mutantem odmiany Trewinka.

## Morfologia
PokrójDrzewo rośnie bardzo silnie, po wejściu w okres owocowania umiarkowanie silnie. Korona duża, rozłożysta, o sztywnych konarach odchodzących pod szerokim kątem od przewodnika. Gałęzie mogą obwisać pod ciężarem owoców.
OwoceDuże lub bardzo duże, pękate, szerokie od strony kielicha. Skórka zielonożółta, gładka, cienka. Od strony nasłonecznionej pokryta pomarańczowoczerwonym, paskowanym rumieńcem. Przetchlinki średniej wielkości, liczne, brązowo-zielonkawe. Szypułka krótka, dość gruba. Zagłębienie szypułkowe karbowane, płytkie. Kielich niezbyt duży, otwarty lub półotwarty. Zagłębienie kielichowe płytkie, niezbyt szerokie, ordzawione, czasem czerwono zabarwione. Miąższ biały, średnio ziarnistej konsystencji, soczysty, słodko-winny, korzenny.

## Zastosowanie
Letnia odmiana deserowa. Nadaje się do uprawy amatorskiej i towarowej.

## Uprawa
Średnio wcześnie wchodzi w okres owocowania, plonuje przeważnie regularnie i dość obficie. Kwitnie w połowie okresu kwitnienie grusz. Ponieważ wiąże owoce gronami, dla uzyskania dobrej ich jakości i wielkości, wskazane jest przerzedzanie zawiązków. Wymaga stanowisk ciepłych.

### Podkładka i stanowisko
Z pigwą zrasta się źle, wymagane stosowanie pośredniej.

### Zdrowotność
Na mróz słabo wytrzymała, na parcha odporna, wrażliwa na zarazę ogniową.

### Zbiór i przechowywanie
Zbiór przypada na koniec drugiej dekady sierpnia. Owoce nawet dojrzałe nie osypują się. Do spożycia nadają się w kilka dni po zbiorze, przez 3-4 tygodnie.